# Овенден, Джулиан
Джу́лиан Марк О́венден (англ. Julian Mark Ovenden; род. 29 ноября 1976, Шеффилд, Саут-Йоркшир, Англия) — английский актёр театра, кино и телевидения. Наиболее известен по роли Чарльза Блейка в телесериале «Аббатство Даунтон», Эндрю Фойла в телесериале «Война Фойла» и Роберта Кеннеди в телесериале «Корона».

## Биография
Овенден является одним из трёх детей преподобного каноника Джона Овендена, бывшего капеллана королевы Елизаветы II.
В детстве Овенден пел в хоре Собора Святого Павла. Позже он выиграл музыкальную стипендию в Итонском колледже. Позже он обучался музыке в Нью Колледже в Оксфорде по хоровой стипендии. Готовясь стать оперным певцом, он профессионально использовал своё музыкальное образование в мюзиклах. Позже он продолжил обучение актёрскому мастерству в Академии драматического искусства Уэббера Дугласа.

## Личная жизнь
Женат на английской оперной певице Кейт Ройял. У пары есть сын Джонни Бо, рождённый в октябре 2009 года. Они поженились 20 декабря 2010 года; церемонию провёл отец Овендена, который в тот же день крестил их сына. В ноябре 2011 года у супругов родился второй ребёнок — дочь Одри.

## Театр
| Год  | Название на русском   | Название на английском | Роль           | Примечания |
| ---- | --------------------- | ---------------------- | -------------- | ---------- |
| 2000 |                       | Merrily We Roll Along  | Франклин       | [ 6 ]      |
| 2004 | Гранд Отель           | Grand Hotel            | Барон          | [ 7 ]      |
| 2006 |                       | Butley                 | Джозеф Кейстон | [ 8 ]      |
| 2008 | Маргарита             | Marguerite             | Арман          | [ 9 ]      |
| 2009 |                       | Annie Get Your Gun     | Батлер         | [ 10 ]     |
| 2011 | Смерть берёт выходной | Death Takes a Holiday  | Смерть         | [ 11 ]     |
| 2014 |                       | My Night with Reg      | Джон           | [ 12 ]     |

## Фильмография
| Год     | Название на русском          | Название на английском      | Роль                             | Примечания                                 |
| ------- | ---------------------------- | --------------------------- | -------------------------------- | ------------------------------------------ |
| 2002    |                              | Come Together               | Мэтт                             | ТВ фильм                                   |
| 2002-03 | Сага о Форсайтах             | The Forsyte Saga            | Вэл Дарти                        | Мини-сериал; 10 эпизодов                   |
| 2002-08 | Война Фойла                  | Foyle’s War                 | Эндрю Фойл                       | Постоянная роль; 7 эпизодов                |
| 2003    | По-королевски                | The Royal                   | доктор Дэвид Шеритон             | Постоянная роль; 15 эпизодов               |
| 2004    | Призраки Рождества           | A Christmas Carol           | Фред Андерсон                    | ТВ фильм                                   |
| 2005    | Пуаро Агаты Кристи           | Agatha Christie’s Poirot    | Майкл Шэйн                       | Эпизод «After the Funeral»                 |
| 2005-06 | Связанные                    | Related                     | Джейсон Гринштейн                | Периодическая роль; 13 эпизодов            |
| 2006    |                              | Laws of Chance              |                                  | Эпизод 1.1                                 |
| 2006    | Зачарованные                 | Charmed                     | Новак                            | Эпизод «12 Angry Zen»                      |
| 2008    | Кашемировая мафия            | Cashmere Mafia              | Эрик Бурден                      | Постоянная роль; 7 эпизодов                |
| 2010    | Первая ночь                  | First Night                 | Том                              |                                            |
| 2010    | Согласен                     | I Do                        | Хьюго                            | Короткометражка                            |
| 2010    | Сердце всякого человека      | Any Human Heart             | Эрнест Хемингуэй                 | Мини-сериал; 3 эпизода                     |
| 2011    | Убийства в Мидсомере         | Midsomer Murders            | Бен Вивиани                      | Эпизод «Dark Secrets»                      |
| 2013    | Смэш                         | Smash                       | Саймон/президент Джон Ф. Кеннеди | Периодическая роль; 4 эпизода              |
| 2014    | Космос: Пространство и время | Cosmos: A Spacetime Odyssey | Майкл Фарадей (голос)            | Эпизод «The Electric Boy»                  |
| 2014    | Активы                       | The Assets                  | Гэри Граймс                      | Мини-сериал; 5 эпизодов                    |
| 2014    |                              | Allies                      | капитан Габриел Джексон          |                                            |
| 2013-14 | Аббатство Даунтон            | Downton Abbey               | Чарльз Блейк                     | Постоянная роль; 9 эпизодов                |
| 2014-15 | В поле зрения                | Person of Interest          | Джереми Ламберт                  | Периодическая роль; 4 эпизода              |
| 2015    | Колония Дигнидад             | Colonia                     | Роман                            |                                            |
| 2016    | Признание                    | Le confessioni              | Мэттью Прайс                     |                                            |
| 2017    | Падение Ордена               | Knightfall                  | Гийом де Ногаре                  |                                            |
| 2017    | Корона                       | Crown                       | Роберт Кеннеди                   | Эпизодическая роль в 8-й серии 2-го сезона |